# Littérature potentielle
Littérature potentielle, parfois abrégé Lipo, est un terme forgé par l'Oulipo. Il se confond plus ou moins avec celui de Littérature à contraintes.

## Définition
Selon la définition canonique en vigueur, la littérature potentielle est  « De la littérature en quantité illimitée, potentiellement productible jusqu’à la fin des temps, en quantités énormes, infinies pour toutes fins pratiques.»

### Historique de la définition
Le terme apparaît pour la première fois en 1961 dans les Exercices de littérature potentielle publiés par le Collège de pataphysique, dont le futur Oulipo n’est alors qu’une sous-commission. Au début des travaux de l'Oulipo, la question d'une définition s'est posée : en décembre 1961, Jacques Bens proposait de consacrer l’année suivante à la définition et aux limites de la potentialité. En 1973, dans le Premier Manifeste de l'Oulipo, François Le Lionnais prévenait : « Les lignes qui suivent aimeraient, sinon imposer une définition, du moins proposer quelques remarques, simples amuse-gueules destinés à faire patienter les affamés. » 
Une catégorisation s'est substituée à la définition : « Il y a deux Littératures Potentielles : une analytique et une synthétique. La lipo analytique recherche des possibilités qui se trouvent chez certains auteurs sans qu’ils y aient pensé. La lipo synthétique constitue la grande mission de l’Oulipo, il s’agit d’ouvrir de nouvelles possibilités inconnues des anciens auteurs. Cette définition enfin atteinte demeure la règle de l’Oulipo. » 
Plutôt que définir, l'Oulipo éprouvait le « besoin de trouver soi-même ce que l’on cherche. » Ainsi il « ne s’est pas laissé prendre au piège des théorisations absconses (il a beaucoup formalisé et peu théorisé) ou des déclarations hautaines sur le devenir de la littérature. »

### Définition par la négative
La littérature potentielle diffère de la littérature expérimentale par son objectivité :  « Le mot "expérimental", nous ayant paru fonder toute l’opération sur des actes et des expériences encore mal discernables, nous jugeâmes prudent de nous asseoir sur une notion objective, sur un fait réel de l’être littéraire, sa potentialité. » 
La littérature potentielle n’est pas une littérature aléatoire car elle se veut scientifique : « Nous partons de textes existants, c’est-à-dire de faits. Et nous leur appliquons un certain nombre de traitements systématiques et prévus. C’est la démarche même de toute expérience scientifique. » 
La littérature potentielle est « l’anti-hasard. La potentialité est incertaine, mais pas hasardeuse. On sait parfaitement tout ce qui peut se produire, mais on ignore si ça se produira. » 

## Conception de la littérature
L'Oulipo revendique une conception différente de la littérature :  « Si l’on se mettait à considérer que la potentialité, plus qu’une technique de composition, est une certaine façon de concevoir la chose littéraire, on admettrait peut-être qu’elle ouvre sur un réalisme moderne parfaitement authentique. Le regard potentiel sauvera l’écrivain, aussi bien de l’hermétisme de salon que du populisme de banlieue. » 
En effet, la potentialité n'est pas celle de la littérature faite, mais celle de la littérature à faire. L'objectif est de passer « des créations créées qui furent celles des œuvres littéraires que nous connaissons, aux créations créantes, susceptibles de se développer à partir d’elles-mêmes et au-delà d’elles-mêmes, d’une manière à la fois prévisible et inépuisablement imprévue. » 
Il s'agit  d'une « conception révolutionnaire de l’objectivité de la littérature, ouvrant celle-ci à tous les modes de manipulation possibles. Comme les mathématiques, la littérature pouvait s’explorer. » 

## Objectif et méthode
La littérature potentielle se veut une aide à la création : « fournir aux écrivains des techniques nouvelles qui puissent réserver l’inspiration de leur affectivité. » Pour cela, il faut mettre en évidence les ressorts de la littérature, construire, de manière systématique et scientifique, toutes les structures littéraires possibles par une invention consciente, rationnelle et expérimentale, en donnant pour chacune des exemples en petite quantité. "Potentiel" ne caractérise pas des œuvres, mais des procédés.
Ces procédés sont mis à la disposition des écrivains et « peuvent produire, selon le tempérament de l’usager, des œuvres romantiques ou symbolistes ou surréalistes et tuttiquantistes. »
Deux célèbres exemples sont Cent mille milliards de poèmes de Raymond Queneau et La Disparition de Georges Perec.

## La contrainte
La littérature potentielle est le plus souvent associée à une écriture sous contrainte. Or la contrainte n'est qu'un concept opératoire, un principe et non un moyen. « Ce  n’est pas le but de l’Oulipo. C’est une stratégie privilégiée (mais non nécessairement unique) pour atteindre à la potentialité. » 
La contrainte est un outil. « La contrainte est l’énoncé d’une énigme ; le texte est une réponse, ou plutôt une des réponses, car en général il y en a plusieurs possibles. Une contrainte oulipienne doit pouvoir servir à d’autres, ce qui implique des exigences de clarté de l’énoncé (formalisation). La contrainte est altruiste. » 
Mais la contrainte résiste à toute tentative de définition. Schiavetta et Baetens tentent de définir la contrainte en établissant des critères servant à une description logique. Ils dressent un constat d’échec dans leur « quête d’une différence spécifique unique », les trois critères retenus (conventionalité, systématicité, objectivabilité textuelle) n’étant présents « que par degrés, dont les seuils moyens ne peuvent être déterminés sans arbitraire. »
Cependant, « L’Oulipo a pensé les formes et les contraintes d’une nouvelle manière. Les oulipiens arrivent à des contraintes en partant d’une réflexion sur des structures abstraites. » 

### Ouvrages
- Marcel Bénabou, Jacques Jouet, Harry Mathews, Jacques Roubaud, Un art simple et tout d'exécution, Circé, 2001.
- Jacques Bens, Ou li po 1960-1963, Christian Bourgois, 1980.
- Paul Fournel, Clés pour la littérature potentielle, Denoël, coll. Les Lettres nouvelles, 1972.
- Oulipo, La littérature potentielle (Créations Re-créations Récréations), Gallimard, Collection Idées, 1973.
- Oulipo, Atlas de littérature potentielle, Gallimard, Collection Idées, 1981.
- Oulipo, Abrégé de littérature potentielle, Éditions Mille et une nuits, n° 379, 2002.

### Articles critiques
- Carole Bisenius-Penin, André Petitjean (dir), 50 ans d'Oulipo, de la contrainte à l’œuvre, La Licorne 100, Presses Universitaires de Rennes, 2012.
- Christelle Reggiani, Peut-on parler d’un style oulipien ?, Revue Formules n° 16, 2012. Lire en ligne.
- Bernardo Schiavetta et Jan Baetens, Définir la contrainte ?, Revue Formules n° 4, 2000, p. 20-56. ISSN 1275-7713.
- Virginie Tahar, Esquisse d’un art du roman potentiel, Revue Formules n° 16, 2012. Lire en ligne.